# Phyllanthus duidae
Phyllanthus duidae är en emblikaväxtart som beskrevs av Henry Allan Gleason. Phyllanthus duidae ingår i släktet Phyllanthus och familjen emblikaväxter. Inga underarter finns listade i Catalogue of Life.